# Gabriel Johan Stuart
Gabriel Johan Stuart, född 1 januari 1685, död 10 augusti 1733 på Åbylund, Strå socken, var en svensk militär och godsägare. 
Han var son till kammarherren Johan Robert Stuart (1643–1698) och Beata Gyllenanckar (död 1733), samt från 1715 gift med Margareta Ysing (1692–1742) som var dotter till brukspatronen på Valåsens bruk Johan Ysing (1639–1715). Paret fick nio barn, varav fyra söner blev militärer. Bland dem märks Fredrik Stuart.
Han blev volontär vid fortifikationen och konduktör där 1704. Stuart blev regementskvartermästare vid Skaraborgs regemente 1709 och erhöll avsked från armén 1711. Tillsammans med sin fru drev han gårdarna Åbylund säteri och Agnhammar säteri i Grums. Gabriel Johan Stuart är begraven på Strå kyrkogård.